# Dr.-Leopold-Lucas-Preis
Der Dr. Leopold-Lucas-Preis wird alljährlich von der Evangelisch-Theologischen Fakultät im Namen der Eberhard Karls Universität Tübingen verliehen. Der Preis wurde 1972 von Franz D. Lucas zum 100. Geburtstag seines in Theresienstadt umgekommenen Vaters, des Rabbiners Leopold Lucas, gestiftet. Die mit 50.000 Euro dotierte Auszeichnung würdigt hervorragende Leistungen auf dem Gebiet der Theologie, der Geistesgeschichte, der Geschichtsforschung und der Philosophie, außerdem das Engagement für Völkerverständigung und Toleranz.

## Preisträger
| - 1974: Schalom Ben-Chorin - 1975: Andreas Nissen - 1976: Elias Bickermann - 1977: Shmuel Sambursky - 1978: Kurt Scharf - 1979: Eberhard Bethge - 1980: Dumitru Stăniloae - 1981: Karl Popper - 1982: Karl Rahner - 1983: Léopold Sédar Senghor - 1984: Fritz Stern und Hans Jonas - 1985: Mohamed Talbi - 1986: Christoph Albrecht und Ernst Gottfried Lowenthal - 1987: Tullio Vinay - 1988: Tendzin Gyatsho, 14. Dalai Lama - 1989: Paul Ricœur - 1990: Bruno Bettelheim - 1991: Henry Chadwick - 1992: Annemarie Schimmel - 1993: André Chouraqui - 1994: Christian Graf von Krockow - 1995: Sergej Avenrintsev - 1996: Pnina Navè-Levinson und ihr Ehemann Nathan Peter Levinson - 1997: Henryk Muszyński - 1998: Michael Walzer - 1999: Steven Theodore Katz - 2000: Richard von Weizsäcker - 2001: Michael Theunissen - 2002: Moshe Zimmermann - 2003: Martin Gilbert - 2004: Sadiq al-Azm - 2005: Yosef Hayim Yerushalmi - 2006: René Girard - 2007: Eduard Lohse - 2008: Dieter Henrich - 2009: Karen Armstrong - 2010: Peter L. Berger - 2011: Avishai Margalit - 2012: Seyla Benhabib - 2013: Giorgio Agamben - 2014: Peter Schäfer - 2015: Angelika Neuwirth - 2016: Adam Zagajewski - 2017: Joachim Gauck - 2018: Guy Stroumsa und Sarah Stroumsa - 2019: Diarmaid MacCulloch - 2020: Linda Woodhead und Adam Seligman - 2021: Bernhard Waldenfels - 2022: Maren R. Niehoff - 2023: Peter Ochs - 2024: David Nirenberg - 2025: Corine Pelluchon | - Schalom Ben-Chorin (Foto: 1975) - Sir Karl Popper (Foto: 1980) - Fritz Stern (Foto: 2007) - Tendzin Gyatsho, 14. Dalai Lama (Foto: 2007) - Karl Rahner (Porträt von Letizia Mancino Cremer) - Annemarie Schimmel (Foto: Bonngasse, Bonn) - André Chouraqui, Jérusalem (Foto: 1979) - Henryk Muszyński (Foto: 2009) - Michael Walzer - Bundespräsident Richard v. Weizsäcker (Foto: 1991) - Moshe Zimmermann (Foto: 2011) - Sadiq al-Azm (Foto: 2006) - René Girard - Avishai Margalit - Adam Zagajewski (Foto: 2009) - Bundespräsident Joachim Gauck bei seiner Preisrede (2017) - Guy Stroumsa (Foto: 2008) - Diarmaid MacCulloch (Foto: 2018) - Corine Pelluchon (Foto: 2013) |

## Dr. Leopold-Lucas-Nachwuchswissenschaftler-Preis
Seit 1986 werden im Rahmen der Verleihung des Dr.-Leopold-Lucas-Preises auch die Dr.-Leopold-Lucas-Nachwuchswissenschaftlerpreise verliehen. Dabei werden auf Anregung von Frank Lucas, dem Sohn des 1998 verstorbenen Preisstifters Franz D. Lucas, seit dem Jahr 2000 mehrere Preisträger ausgezeichnet. Prämiert wird mit einer Dotierung von 20.000 Euro jeweils eine herausragende Dissertation, die an einer der im Stiftungsstatut aufgeführten Fakultäten – der Evangelisch-Theologischen und der Katholisch-Theologischen Fakultät sowie der Fakultät für Philosophie und Geschichte – eingereicht wurde.